# Sông Vàm Nao
Sông Vàm Nao (do gọi trại từ tiếng Khmer là pãm pênk nàv) là một dòng sông tại tỉnh An Giang, nối sông Tiền với sông Hậu, có vai trò quan trọng đối với đồng bằng sông Cửu Long về mặt thủy lợi và giao thông vận tải. Ngoài ra, Vàm Nao còn nổi tiếng vì từng là nơi "nước xoáy tròn", là nơi xảy ra trận thủy chiến khốc liệt giữa quân Việt và quân Xiêm vào cuối năm 1833 và còn vì các đặc sản như cá hô, cá bông lau, đây là dòng sông nổi tiếng vì có các loài cá có kích thước lớn sinh sống trước đây.

## Tên gọi

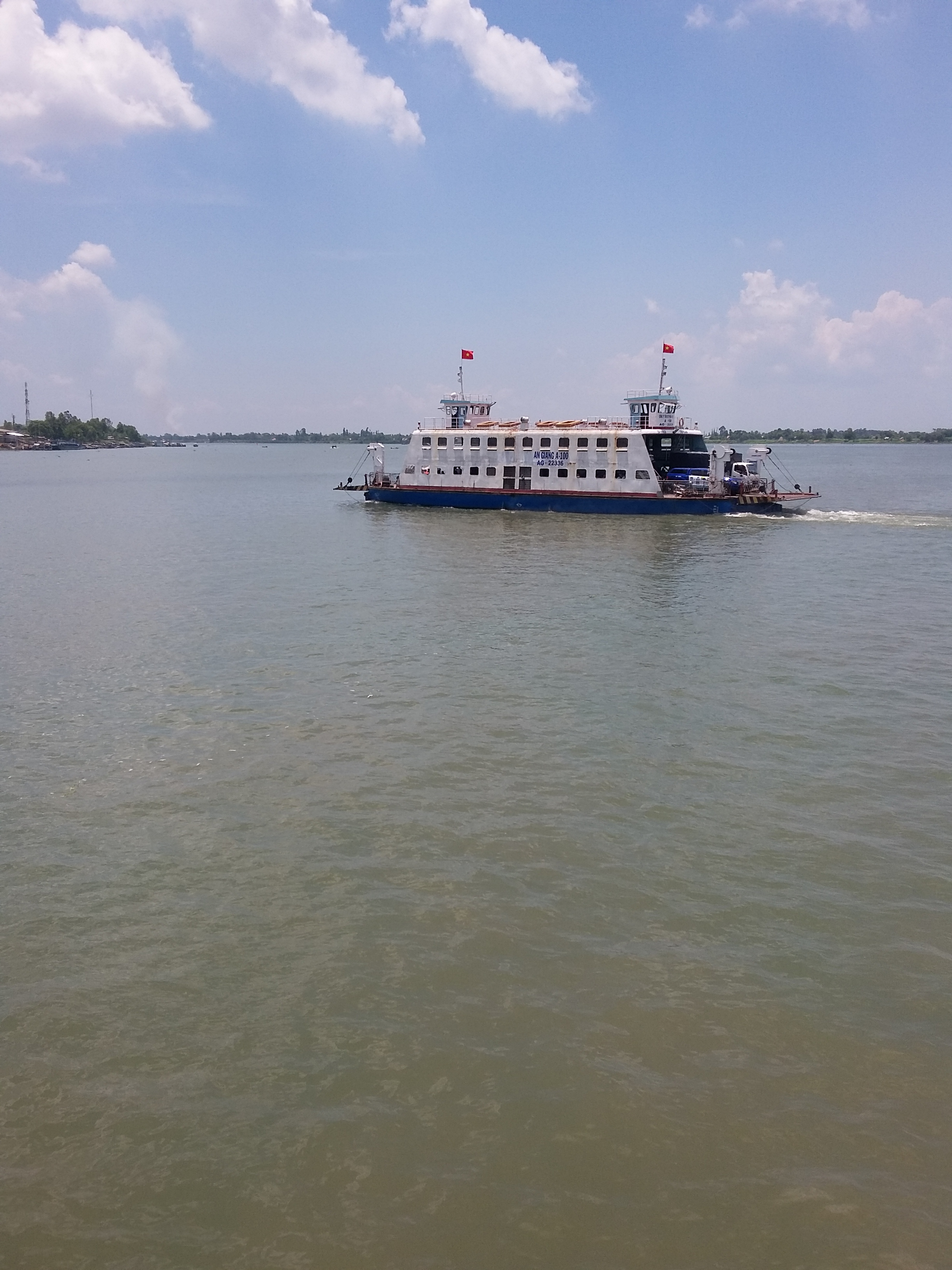
Phà Thuận Giang trên sông Vàm Nao, nối liền 2 huyện Phú Tân - Chợ Mới

Sông Vàm Nao, sách Gia Định thành thông chí gọi là Vàm Giao. Đại Nam nhất thống chí gọi là Thuận Cảng. Khâm định Đại Nam hội điển sự lệ gọi là Thuận Phiếm. Hoàng Việt nhất thống dư địa chí chia sông này thành hai phần và gọi là rạch Vàm Nao Thượng và rạch Vàm Nao Hạ. Những cái tên chữ Hán ấy đều được đặt về sau, trong tiến trình mỹ hóa các tên gọi nôm . Ngoài ra, theo các nhà nghiên cứu, như Nguyễn Văn Hầu (Nửa tháng trong miền Thất Sơn), Nguyễn Hiến Lê (Bảy ngày trong Đồng Tháp Mười), Vương Hồng Sển (Tự vị tiếng Việt miền Nam), Nguyễn Văn Kiềm và Huỳnh Minh (Tân Châu xưa)...thì Vàm Nao còn có tên chữ là Hồi Oa (nước xoáy tròn). Trích mô tả của Vương Hồng Sển: 
"Vàm Nao, tên chữ Hồi Oa. Sông này nối liền sông Tiền qua sông Hậu, và đứng làm ranh giới giữa Long Xuyên và Châu Đốc, chảy dọc theo làng Hòa Hảo... Vì nước chảy như cắt, sóng to, xoáy tròn khu ốc, nên gọi là Hồi Oa, nôm gọi là Vàm Nao, do tiếng Cơ Me (Khmer) là "pãm pênk nàv"
Cũng theo học giả này, thì Vàm do chữ "Pàm" hay "Péam" của Khmer biến ra. Péam là cửa biển, cửa sông . Nao, với nghĩa "nao núng, nao lòng", vì nước chảy như cắt, sóng to, xoáy tròn khu ốc (nên gọi là Hồi Oa), rất dễ đắm thuyền. Về sau triều đình Huế cho Hán hóa tên Vàm Nao và muốn cho nó nên thơ và đừng "nao" nữa, nên ban cho nó cái tên "cửa Thuận" .

## Vị trí, nguồn gốc

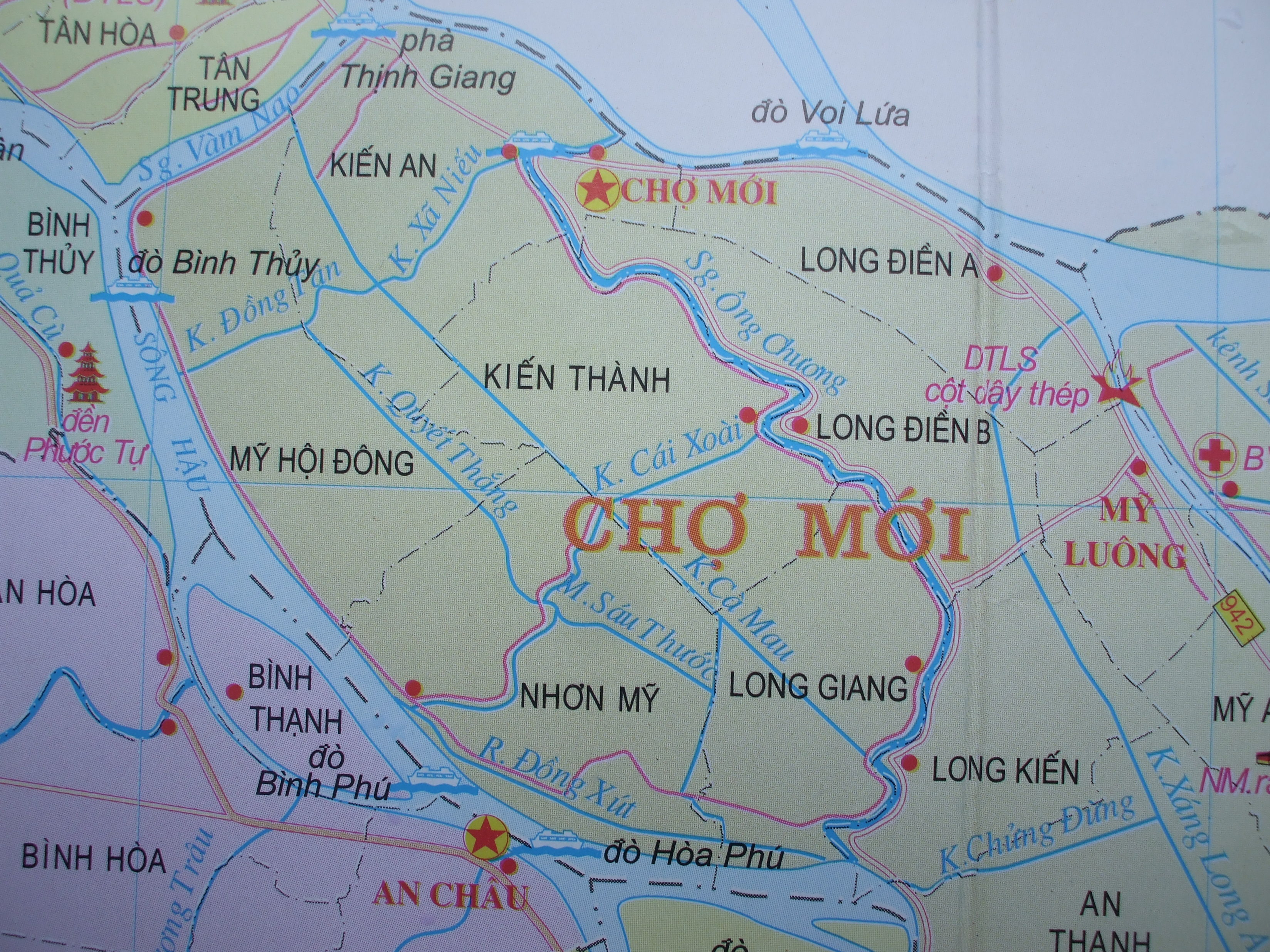
Sông Vàm Nao nằm ở phía Bắc bản đồ.

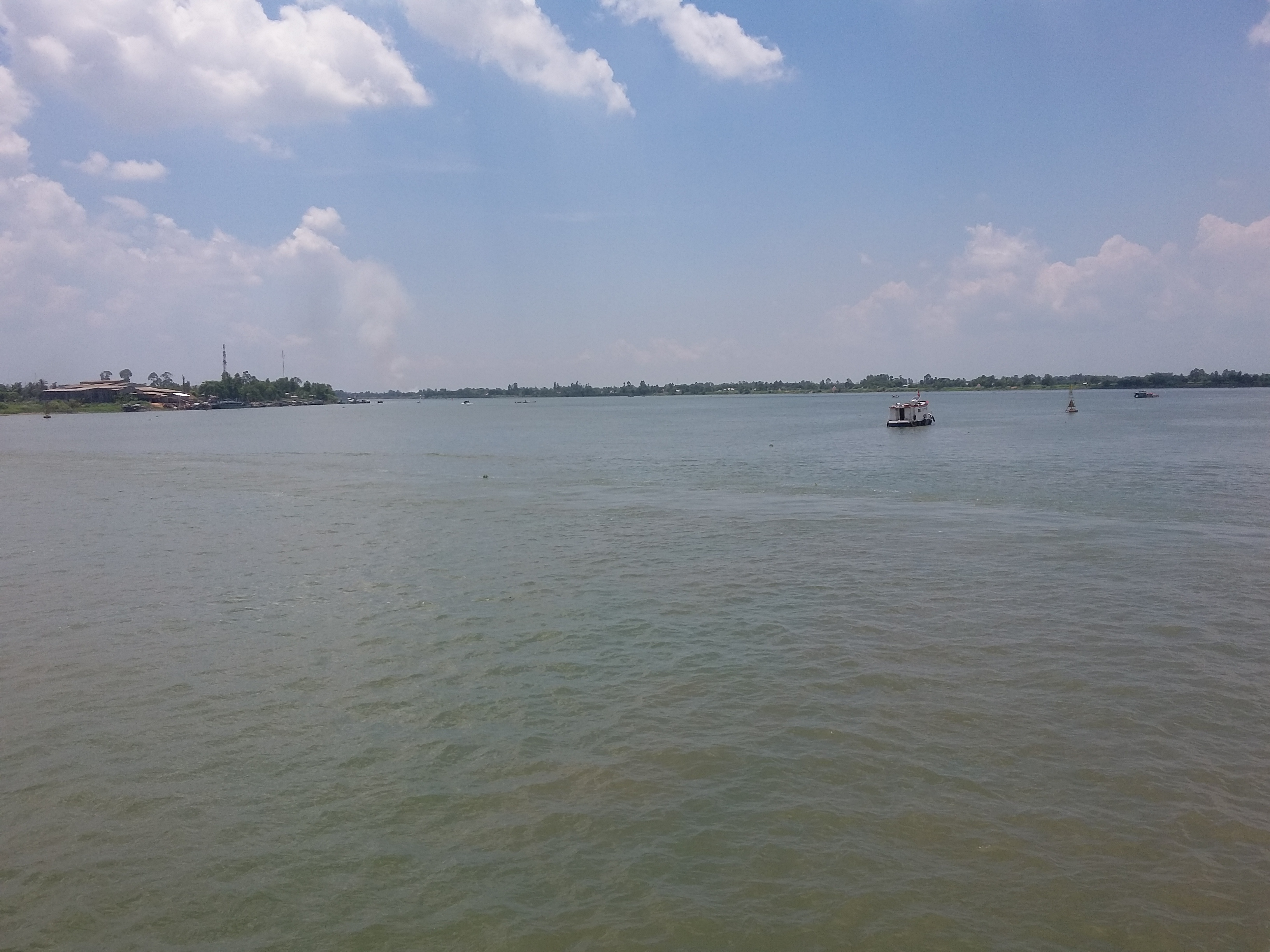
Sông Vàm Nao nhìn từ phà Thuận Giang, hướng về phía cù lao Tây và sông Tiền.

Sông Vàm Nao dài 6,5 km, rộng bình quân 700 m, độ sâu trên 17 m, một bờ thuộc xã Kiến An (huyện Chợ Mới), một bờ thuộc xã Tân Trung (huyện Phú Tân), chảy theo hướng Đông Bắc - Tây Nam nối liền sông Tiền với sông Hậu. Đây là một tuyến giao thông đường thủy quan trọng ở đồng bằng sông Cửu Long, thuộc hệ thống sông ngòi do trung ương quản lý .
Tương truyền, thuở xa xưa, nguyên sông này là con đường của những đàn voi và trâu rừng đi, lâu ngày thành con rạch nhỏ, rồi dần dần bị áp lực của sông Tiền và sông Hậu chảy xiết, mà thành một con sông rộng lớn ngày nay.
Sách Gia Định thành thông chí đã mô tả sông Vàm Nao ở thế kỷ 19 như sau:
"Vàm Giao (tục gọi cửa sông là Vàm, tục chép là Vàm Náo, chữ Náo không đúng, nay đổi làm chữ Giao, nên gọi là Vàm Nao), cửa trên ở về phía nam sông Tiền Giang, rộng 8 tầm, sâu 2 tầm chảy về phía nam 75 dặm rưỡi, đến cửa dưới hợp với sông Hậu Giang; bờ tây có sở thủ ngự, ven sông dân kinh khai khẩn ruộng vườn, rừng rậm ở phía sau là sóc, sách của dân Cao Miên (Khmer)" .

## Trận Vàm Nao
Cuối năm Quý Tỵ (1833), theo lời cầu viện của Lê Văn Khôi, vua Xiêm La sai tướng Chiêm Phi Nhã Chất Tri (Chao Phraya Bodin) và Chiêu Phi Nhã Phật Lăng (Phra Klang) đem 4 vạn quân cùng với 350 chiến thuyền, chia làm 5 cánh, bằng nhiều hướng đánh vào một số tỉnh ở miền Trung, Châu Đốc và Hà Tiên.
Tuy rằng cả năm đạo quân cùng tiến, nhưng chủ đích của quân Xiêm La là cốt đánh Chân Lạp và Nam Kỳ, còn các đạo khác chỉ là để phân quân lực của nước Việt mà thôi. Vua Minh Mạng hay tin, liền sai quân thứ ở Gia Định, chia quân cho Trương Minh Giảng và Nguyễn Xuân đi ngăn chặn đối phương ở mặt An Giang....
Tháng 11 (âm lịch) năm đó, hơn 100 thuyền binh của nước Xiêm La đánh chiếm Hà Tiên, rồi chia thành 2 đạo đánh hạ luôn đồn Châu Đốc (An Giang). Cả hai tỉnh ấy đều thất thủ . Trước tình hình nguy cấp này, quan quân nhà Nguyễn tức tốc lập phòng tuyến ở Vàm Nao...Từ Châu Đốc, sau khi chuẩn bị xong, thủy quân Xiêm La theo ngã sông Tiền tiến xuống Vàm Nao.
Sách Quốc triều sử toát yếu kể: 
Tham tán đạo quân thứ An Giang là Trương Minh Giảng và Nguyễn Xuân đánh được giặc Xiêm tại Thuận Cảng (thuộc về huyện Đông Xuyên).
Sách Địa chí An Giang (tập 1) kể:
...Chiều ngày mùng 4 tháng Chạp năm 1833, lợi dụng rừng rậm um tùm hai bên bờ sông, quân ta chiếm đóng và sẵn sàng ứng chiến. Đúng canh tư, quân ta bất ngờ đánh úp quân giặc. Với sự giúp sức của các tướng sĩ ở Vĩnh Long, Định Tường và Gia Định, chẳng bao lâu, thì đẩy lùi được quân Xiêm. Mười lăm chiến thuyền giặc bị nhấn chìm, ta thu được nhiều súng ống và đạn dược....
Bị thua nặng, quân Xiêm La phải rút về. Tháng Giêng năm Giáp Ngọ (1834), quân Xiêm La lại theo ngã Sông Tiền tràn xuống Vàm Nao. Yếu thế hơn, quân Việt lui đến rạch Củ Hủ (phỏng định vùng rạch Trà Thôn, Chợ Thủ) đóng đồn hai bên bờ rạch, cố phòng thủ, và rồi đánh tan được.
Sách Quốc triều sử toát yếu chép:
Khi ấy giặc nhơn lúc nước xuống, theo bờ sông phóng hỏa đốt bè, ngăn trở quân thủy ta, rồi chúng nó lại sấn tới đánh. Quản vệ Phạm Hữu Tâm đốc binh đánh từ giờ Dần đến giờ Tỵ, quân giặc chết nhiều, thây chồng lên nhau. Giặc liền lui. Ngài (vua Minh Mạng) xuống dụ ban khen... Tháng 10 năm Giáp Ngọ (1834), phong Thống chế Phạm Hữu Tâm tước Tân Phúc nam để tỏ rõ công đánh giặc Xiêm ở Thuận Cảng (tức Vàm Nao) và ở Chiến Sai (tức Củ Hủ).

## Nước chảy đứt đuôi xà
Người ta kể rằng năm 1819, Thoại Ngọc Hầu được nhận lệnh đào kênh Vĩnh Tế để nối liền Châu Đốc và Hà Tiên. Lúc bấy giờ, trọn vùng đào con kênh này hãy còn hoang vu, rừng thiêng, nước độc và đầy thú dữ. Vì nguy hiểm, bệnh tật, kham khổ quá, nên một số dân phu sau đó tìm đường trốn tránh. Và khi đến con sông Vàm Nao này, họ tự kết bè chuối vượt sông, nhưng đa phần họ đều bị sóng to nhấn chìm hay làm mồi cho cá dữ.
Lúc Bùi Hữu Nghĩa bị đày làm lính coi giữ đồn ở Vĩnh Thông (thuộc tổng Châu Phú huyện Tây Xuyên năm 1836 sau cắt sang huyện Hà Âm), có đi qua Núi Sập và sông Vàm Nao, thấy muỗi nhiều và sóng gió to, phải buộc miệng than rằng: 
Núi Sập sấm rền vang tiếng muỗi,
Vàm Nao nước chảy đứt đuôi xà...
(Đi thuyền qua Thoại Sơn)
Còn Nguyễn Liên Phong thì mô tả sông Vàm Nao như sau:
Chỗ nhằm mũi nước chảy qua quanh dòng
Sông sau, sông trước hai dòng
Phân ra hai ngã ngoài trong vận dào
Các ngã gần chảy nhập vào,
Tục kêu là xứ Vàm Nao rõ ràng…
(Nam Kỳ phong tục nhơn vật diễn ca, năm 1909)

## Lợi ích
Ngoài lợi ích về mặt thủy lợi, giao thông thủy, khi xưa nơi đây còn là một "ổ cá lớn" với nhiều chủng loại, song có tiếng nhất là cá hô và cá bông lau...
Năm 2012, Dự án kiểm soát lũ Bắc Vàm Nao đã cơ bản hoàn thành, càng đem lại nhiều lợi ích cho người dân, nhất là về mặt nông nghiệp.

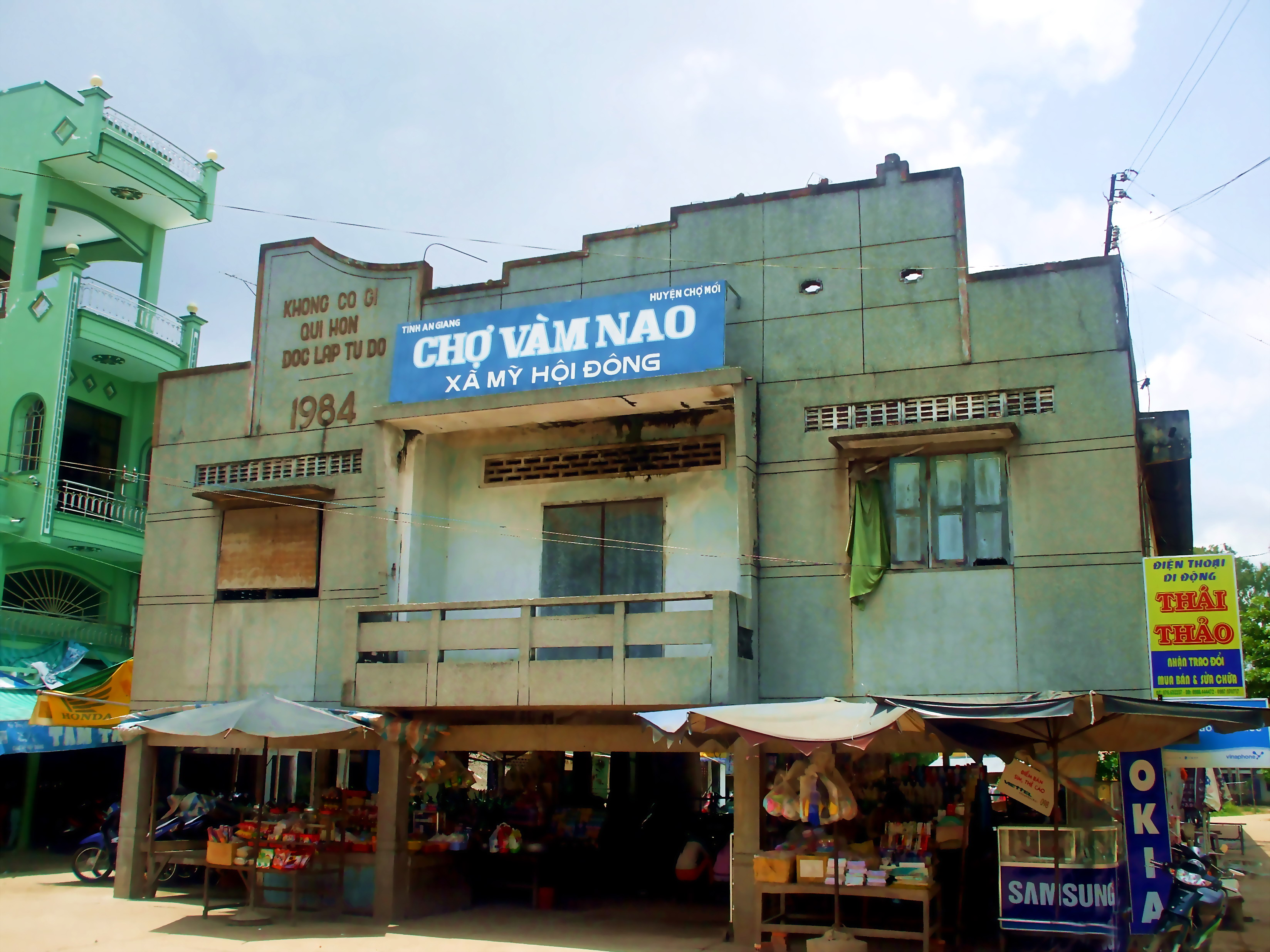
Chợ Vàm Nao ở xã Mỹ Hội Đông, Chợ Mới.

## Ca dao, câu hò
Thuyền xuôi Châu Đốc, thả xuống Vàm Nao,
Thẳng tới Ba Sao, coi chừng con nước đấy.
Ngó lên Châu Đốc, Vàm Nao
Thấy tàu giặc chạy như dao cứa lòng.
Vàm Nao, Giao Lửa các cồn,
Tục dân cư xử lưu tồn cổ phong.
Bắp non mà nướng cửa lò,
Đố ai ve được con đò Vàm Nao.
Tôi với Anh đi giữa dòng kênh Cái Hố,
Lấy miểng vùa tát cạn bến Vàm Nao.
Ở trên Châu Đốc, ngó xuống Vàm Nao
Thấy con cá đao nó nhảy nhào vô lưới,
Anh ngồi chắc lưỡi,
Không biết chừng nào mới cưới đặng em.

## Vấn đề liên quan
- Theo bài viết "Vàm Nao không phải Hồi Oa" của Trần Hoàng Vũ, thì Hồi Oa "thực ra nằm ở xã Long Hưng A, huyện Lấp Vò, tỉnh Đồng Tháp, chứ không phải ở An Giang. Nơi đấy hiện vẫn còn di tích nền đồn của chúa Nguyễn Ánh, cây da bến Ngự nơi chúa Nguyễn thường ngồi câu cá, cũng như ngôi mộ và chuyện kể về ông Bõ Hậu (Nguyễn Văn Mậu) đã cưu mang chúa Nguyễn cùng binh lính dưới quyền" [2]. Thông tin này cần nghiên cứu thêm, vì sách Gia Định thành thông chí chỉ gọi nơi ấy là "Hồi Thủy" (tục danh Nước Xoáy), là "Hồi Luân Thủy Tam Kỳ" (Ngã ba Nước Xoáy)[19], chứ không gọi là "Hồi Oa" (nhưng Đại Nam nhất thống chí thì gọi Hồi Oa thay vì Hồi Luân Thủy Tam Kỳ).
- Sử thần nhà Nguyễn chép rằng "đồn Hồi Oa. Vào năm 1787, chúa Nguyễn Phúc Ánh từ nước Thái Lan về, liền hội binh ở đây để chống lại với quân Tây Sơn. Năm Tự Đức thứ 2 (1849) đốc thần Doãn Uẩn phỏng tra việc cũ, cho dựng bia trên nền xưa, để ghi thắng tích" [20]. Đây là một nhầm lẫn về tên gọi dẫn đến nhầm lẫn về vị trí các di tích mang tên gọi Hồi Oa-Hồi Thủy, vì chúa Nguyễn hội binh ở Hồi Thủy theo Gia Định thành thông chí (nay thuộc xã Long Hưng A).

## Sách tham khảo chính
- Trịnh Hoài Đức, Gia Định thành thông chí in trong Tổng tập dư địa chí Việt Nam (tập 3). Nhà xuất bản Thanh Niên, 2012.
- Quốc sử quán triều Nguyễn, Quốc triều sử toát yếu, phần Chính biên. Nhà xuất bản Văn học, 2002.
- Trần Trọng Kim, Việt Nam sử lược. Nhà xuất bản Tân Việt, 1968
- Nguyễn Văn Kiềm và Huỳnh Minh, Tân Châu xưa, Nhà xuất bản Thanh niên, 2003.
- Sơn Nam, Lịch sử An Giang, Nhà xuất bản Tổng hợp An Giang, 1988.
- Vương Hồng Sển, Tự vị tiếng Việt miền Nam, Nhà xuất bản Trẻ, 1999.
- Nhiều người soạn, Địa chí An Giang (Tập I). UBND tỉnh An Giang tổ chức biên soạn và ấn hành năm 2003.
- Trần Hoàng Vũ, "Vàm Nao không phải Hồi Oa" đăng trong Tạp chí Văn hóa Lịch sử An Giang, số tháng 7-2012.